# Neoamphicyclus mutans
Neoamphicyclus mutans is een zeekomkommer uit de familie Cucumariidae.
De wetenschappelijke naam van de soort werd in 1914 gepubliceerd door E.C. Joshua.